# Lorenki
Lorenki – wieś w Polsce położona w województwie łódzkim, w powiecie zgierskim, w gminie Zgierz.
W latach 1954–1958 wieś należała i była siedzibą władz gromady Lorenki, po jej zniesieniu w gromadzie Wypychów. W latach 1975–1998 miejscowość administracyjnie należała do ówczesnego województwa łódzkiego.